# Alexander Fordyce
Alexander Fordyce (décédé en 1789) est un banquier écossais, impliqué dans la panique bancaire de Neal, James, Fordyce et Down qui a conduit à la crise de 1772. 

## Jeunesse
Il est le plus jeune fils du prévôt George Fordyce (1663-1733)  d'Aberdeen, et frère de David Fordyce, James Fordyce et William Fordyce. Il fait ses études sous la direction de son oncle, Thomas Blackwell le cadet, puis est pendant quelque temps dans le métier de la bonneterie à Aberdeen. Il est allé à Londres et a trouvé une situation de commis chez un banquier nommé Boldero. Finalement, il est devenu l'associé le plus actif de la firme Neale, James, Fordyce & Down. 

## Banquier et spéculateur
Sous sa direction, la firme spécule librement et gagne en obtenant des renseignements précoces sur la signature des préliminaires de la paix de Paris en 1763, et lorsque le stock de la Compagnie britannique des Indes orientales augmente considérablement en 1764-17. Avec le produit de ces spéculations et d'autres, Fordyce achète un domaine et construit une belle maison à Roehampton, où il vit magnifiquement. 
Il se présente comme candidat pour l'arrondissement de Colchester aux élections générales de 1768, et dépense près de 14 000 £; mais est battu de vingt-quatre voix. Après cela, il dépense de l'argent pour construire un hôpital et cultiver autrement l'arrondissement. En 1770, il épouse Lady Margaret Lindsay, deuxième fille de James Lindsay (5e comte de Balcarres). 
Fordyce perd de fortes sommes au début de 1771 dans les fluctuations du marché provoquées par le différend avec l'Espagne au sujet des îles Falkland. Ses partenaires se sont alarmés, mais on dit qu'il a réussi à apaiser leurs craintes en leur montrant une pile de billets de banque qu'il avait empruntés à cet effet pendant quelques heures. Ses pertes se poursuivant, il s'enfuit et la banque arrête ses paiements le 10 juin 1772. 

## Krash financier et séquelles
L'arrêt a déclenché une crise, après quelques jours, lorsqu'une panique majeure éclate dans la ville de Londres. Sir Richard Glyn et Thomas Hallifax suspendent temporairement leurs paiements, et un arrêt de Sir George Colebrooke (en) est venu près. 
Fordyce, soi-disant en danger de la foule, est revenu et a subi un examen au Guildhall. Sa dette était d'environ 100 000 £. 
Fordyce est à nouveau candidat à Colchester en 1780 et est battu. Il est décédé le 8 septembre 1789, chez M. Mead, dans la rue George, à Portman Square. Un sermon de Thomas Toller, ministre partageant une église avec James Fordyce  publié à Londres en 1775, décrit la chute de Fordyce. Sa veuve épouse en 1812 Sir James Lamb (1er baronnet).